# Hibbertia oligodonta
Hibbertia oligodonta är en tvåhjärtbladig växtart som beskrevs av Sally T. Reynolds. Hibbertia oligodonta ingår i släktet Hibbertia och familjen Dilleniaceae. Inga underarter finns listade i Catalogue of Life.